# Rectitropis
Rectitropis is een geslacht van rechtvleugeligen uit de familie veldsprinkhanen (Acrididae). De wetenschappelijke naam van dit geslacht is voor het eerst geldig gepubliceerd in 1936 door Sjöstedt.

## Soorten
Het geslacht Rectitropis omvat de volgende soorten:
- Rectitropis australis Sjöstedt, 1936
- Rectitropis brunneri Bolívar, 1898
- Rectitropis exclusa Walker, 1870